# Tamara Michailowna Gudima

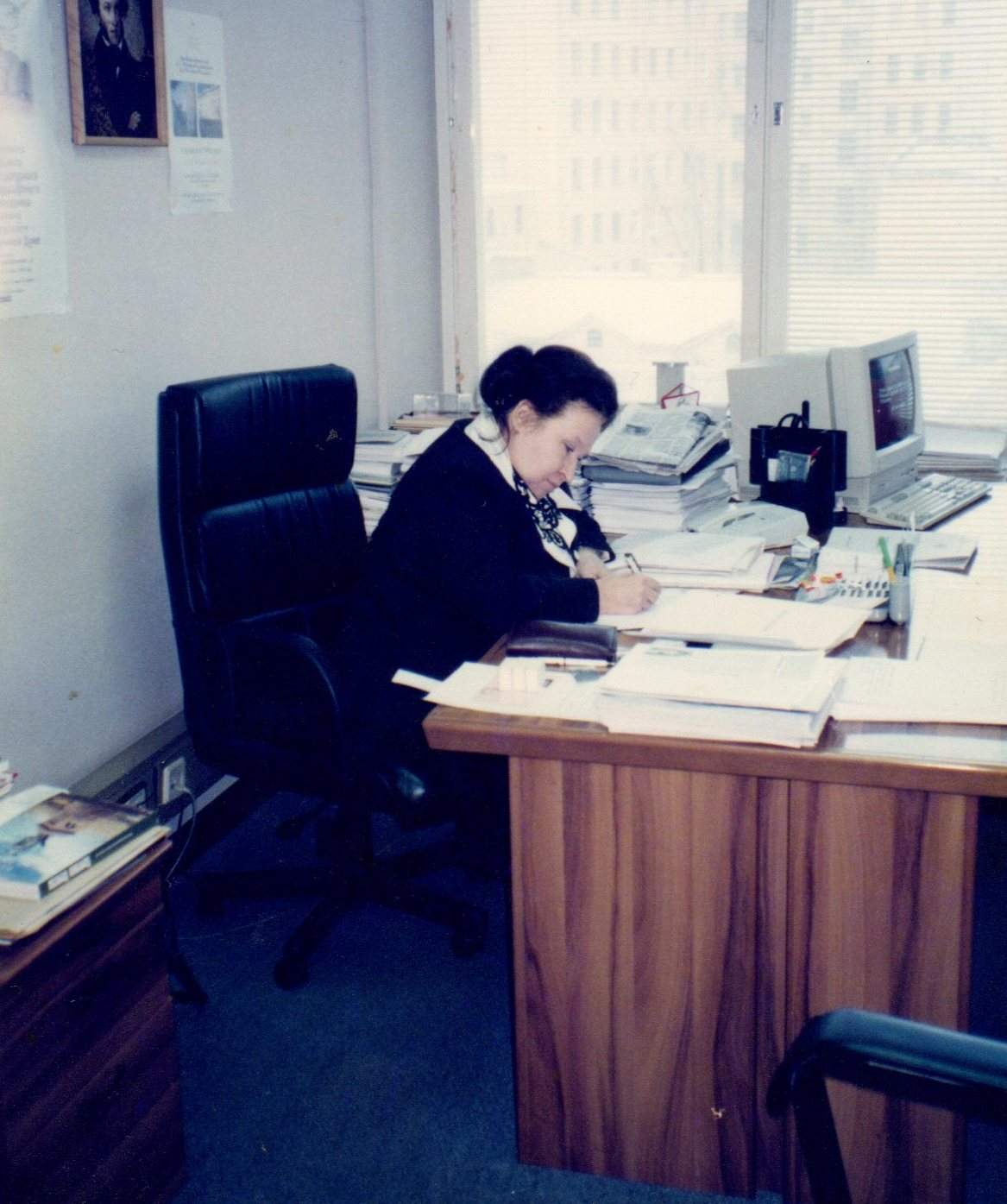
Tamara Gudima

Tamara Michailowna Gudima (russisch Тама́ра Миха́йловна Гуди́ма; * 5. Juni 1936 in Archangelsk; † 19. Oktober 2021) war eine russische Politikerin.

## Leben
Gudima schloss 1959 ihr Studium am Staatlichen Pädagogischen Institut in Archangelsk als Lehrerin für russische Sprache, Literatur und Geschichte ab. Anschließend war sie von 1959 bis 1967 für den Komsomol und von 1967 bis 1969 für die KPdSU tätig. Von 1969 bis 1972 war sie Doktorandin an der Akademie für Gesellschaftswissenschaften beim Zentralkomitee der KPdSU und erlangte 1972 den Titel Kandidat der Wissenschaft in marxistisch-leninistischer Philosophie.
Von 1972 bis 1978 arbeitete sie für die Propagandaabteilung der KPdSU in der Oblast Archangelsk. Sie war von 1978 bis 1989 Dozentin an der Staatlichen Technischen Universität Archangelsk. Von 1989 bis 1991 war sie Sekretärin der KPdSU in der Oblast Archangelsk. 1991 wurde sie außerordentliche Professorin an der philosophischen Fakultät der Staatlichen Technischen Universität Archangelsk.
Von 1993 bis 1999 war Gudima für die KPRF Mitglied der Duma der ersten und zweiten Einberufung.
In den 2000er-Jahren arbeitete sie im Bildungsministerium als Beraterin des Ministers.

## Auszeichnungen
- Jubiläumsmedaille „Zum Gedenken an den 100. Geburtstag von Wladimir Iljitsch Lenin“ (1970)
- Medaille „Für den Schutz der Staatsgrenze der UdSSR“[2]